# Alexandru Băluță
Alexandru Mihail Băluță (Craiova, 13 settembre 1993) è un calciatore rumeno, centrocampista dell'FCSB.

## Statistiche

### Cronologia presenze e reti in nazionale
| Cronologia completa delle presenze e delle reti in nazionale ― Romania | Cronologia completa delle presenze e delle reti in nazionale ― Romania | Cronologia completa delle presenze e delle reti in nazionale ― Romania | Cronologia completa delle presenze e delle reti in nazionale ― Romania | Cronologia completa delle presenze e delle reti in nazionale ― Romania | Cronologia completa delle presenze e delle reti in nazionale ― Romania | Cronologia completa delle presenze e delle reti in nazionale ― Romania | Cronologia completa delle presenze e delle reti in nazionale ― Romania |
| Data                                                                   | Città                                                                  | In casa                                                                | Risultato                                                              | Ospiti                                                                 | Competizione                                                           | Reti                                                                   | Note                                                                   |
| ---------------------------------------------------------------------- | ---------------------------------------------------------------------- | ---------------------------------------------------------------------- | ---------------------------------------------------------------------- | ---------------------------------------------------------------------- | ---------------------------------------------------------------------- | ---------------------------------------------------------------------- | ---------------------------------------------------------------------- |
| 13-6-2017                                                              | Cluj-Napoca                                                            | Romania                                                                | 3 – 2                                                                  | Cile                                                                   | Amichevole                                                             | 1                                                                      | 66’                                                                    |
| 1-9-2017                                                               | Bucarest                                                               | Romania                                                                | 1 – 0                                                                  | Armenia                                                                | Qual. Mondiali 2018                                                    | -                                                                      | 68’ 74’                                                                |
| 4-9-2017                                                               | Podgorica                                                              | Montenegro                                                             | 1 – 0                                                                  | Romania                                                                | Qual. Mondiali 2018                                                    | -                                                                      | 64’                                                                    |
| 8-10-2017                                                              | Copenaghen                                                             | Danimarca                                                              | 1 – 1                                                                  | Romania                                                                | Qual. Mondiali 2018                                                    | -                                                                      | 12’ 83’                                                                |
| 31-5-2018                                                              | Hartberg                                                               | Romania                                                                | 3 – 2                                                                  | Cile                                                                   | Amichevole                                                             | -                                                                      | 70’                                                                    |
| 5-6-2018                                                               | Ploiești                                                               | Romania                                                                | 2 – 0                                                                  | Finlandia                                                              | Amichevole                                                             | -                                                                      | 62’                                                                    |
| 11-11-2020                                                             | Bucarest                                                               | Romania                                                                | 5 – 3                                                                  | Bielorussia                                                            | UEFA Nations League 2020-2021 - 1º turno                               | -                                                                      | 57’                                                                    |
| 18-11-2020                                                             | Belfast                                                                | Irlanda del Nord                                                       | 1 – 1                                                                  | Romania                                                                | UEFA Nations League 2020-2021 - 1º turno                               | -                                                                      | 87’                                                                    |
| 6-6-2021                                                               | Ploiești                                                               | Inghilterra                                                            | 1 – 0                                                                  | Romania                                                                | Amichevole                                                             | -                                                                      | 80’                                                                    |
| Totale                                                                 |                                                                        | Presenze                                                               | 9                                                                      |                                                                        | Reti                                                                   | 1                                                                      |                                                                        |

## Palmarès

### Club

#### Competizioni nazionali
- Campionato rumeno: 2

FCSB: 2023-2024, 2024-2025
- Coppa di Romania: 1

C.S.U. Craiova: 2017-2018
- Campionato ceco: 1

Slavia Praga: 2018-2019
- Coppa della Repubblica Ceca: 1

Slavia Praga: 2018-2019
- Supercoppa di Romania: 2

FCSB: 2024, 2025